# Cerotoma carecuruensis
Cerotoma carecuruensis es un coleóptero de la familia Chrysomelidae.
Fue descrita científicamente en 1965 por Bechyne & Bechyne.